# Danny James
Danny James ist ein US-amerikanischer Schauspieler, Kameramann und Filmemacher. Sein Wirkungsschwerpunkt liegt im Bereich des Kurzfilms.

## Leben
James studierte von 2002 bis 2005 an der Southern Utah University die Fächer Psychologie, Theater und Spanisch. Ein Jahr nach seinem Studienabschluss schloss er sich dem Ensemble des Hale Center Theatre in Sandy im US-Bundesstaat Utah an. Dort spielte er regelmäßig in verschiedenen Inszenierungen mit. 2011 verließ er das Ensemble, um gemeinsam mit seinem Bruder Andrew James die Filmproduktionsfirma James Brothers Studio zu gründen. Seit demselben Jahr ist er Mitglied der Schauspielergewerkschaft SAG-AFTRA (früher SAG).
Seit 2007 wirkt James als Schauspieler in Filmen mit. Überwiegend spielt er in Kurzfilmen mit. Er wurde aber auch immer wieder für Fernseh- und Filmproduktionen als Schauspieler gecastet. Größere Rollen hatte er in den Spielfilmen Osombie, Schattenkrieger – The Shadow Cabal und Cyborg X. Er wirkte außerdem in den Fernsehserien Blood & Oil und The Outpost in jeweils einer Episode mit.

## Filmografie

### Schauspiel
- 2007: La Chevelure (Kurzfilm)
- 2008: Continuity Error (Kurzfilm)
- 2008: Takito and the Revenge of Dryfus (Kurzfilm)
- 2009: The Setup (Kurzfilm)
- 2010: Eggsistential Issues (Kurzfilm)
- 2010: Takito: The Quest to Save Rivendork (Kurzfilm)
- 2010: Reue (Kurzfilm)
- 2010: We Were the Vanquished
- 2011: For Robbing the Dead
- 2011: Hooah (Kurzfilm)
- 2012: Life According to Penny (Kurzfilm)
- 2012: Abide with Me (Kurzfilm)
- 2012: Doppelganger (Kurzfilm)
- 2012: Osombie
- 2012: Hellespont (Kurzfilm)
- 2012: Orangen zu Weihnachten (Christmas Oranges)
- 2012: Muscle Hawk: Electric Light (Kurzfilm)
- 2012: Remember (Kurzfilm)
- 2012: Guns and Girls
- 2012: Stanley (Kurzfilm)
- 2012: Between (Kurzfilm)
- 2013: Schattenkrieger – The Shadow Cabal (SAGA – Curse of the Shadow)
- 2013: Breakfast for Lunch (Kurzfilm)
- 2013: Mercer (Kurzfilm)
- 2013: Flight from Shadow (Kurzfilm)
- 2013: Gold Fever (Mini-Fernsehserie, Episode 1x02)
- 2013: The Ride Home (Kurzfilm)
- 2013: BlackJacks
- 2014: Tesla Effect: A Tex Murphy Adventure (Videospiel)
- 2014: No Ordinary Shepherd (Kurzfilm)
- 2014: Der Weihnachtsdrache (The Christmas Dragon)
- 2014: Mochila: A Pony Express Adventure (Kurzfilm)
- 2014: Ascend (Kurzfilm)
- 2015: Blood & Oil (Fernsehserie, Episode 1x04)
- 2016: Blood Blaze (Kurzfilm)
- 2016: Battleforce 2 – Rückkehr der Alienkrieger (Alienate)
- 2016: Adopting Trouble
- 2016: Code of Honor
- 2016: Cyborg X
- 2016: NASCAR: The Rise of American Speed (Mini-Fernsehserie, 2 Episoden)
- 2016: Mythica: The Godslayer
- 2017: The Killing Pact (Fernsehfilm)
- 2017: Call of the Void (Kurzfilm)
- 2017: Pendleton Road (Kurzfilm)
- 2018: The Outpost (Fernsehserie, Episode 1x07)
- 2019: The Trial of Porter Rockwell (Kurzfilm)
- 2019: Out of Liberty
- 2019: The Parker Sessions
- 2020: Her Deadly Reflections

### Kamera
- 2014: Stop Pepper Palmer
- 2015: Guardian (Kurzfilm)
- 2015: Ein Weihnachtswunder (A Christmas Eve Miracle)
- 2016: Ice Sharks (Fernsehfilm)
- 2016: Surge of Power: Revenge of the Sequel
- 2017: Furniture Swap Prank (Kurzfilm)
- 2017: Enchanted Christmas (Fernsehfilm)
- 2017: Switched for Christmas (Fernsehfilm)
- 2018: Little Women
- 2018: The Outpost (Fernsehserie, 10 Episoden)
- 2018: Treacherous
- 2018: My Christmas Inn (Fernsehfilm)
- 2018: Jewtah
- 2019: Timeless Love
- 2019: Prescription for Love
- 2020: The Thistlewits (Kurzfilm)

### Produktion/Regie
- 2012: Remember (Kurzfilm) (Produktion & Regie)
- 2013: Mercer (Kurzfilm) (Produktion)
- 2014: Stop Pepper Palmer (Regie)
- 2015: Star Wars Legends: Legacy of the Force (Kurzfilm) (Produktion & Regie)